# Muttenz
Muttenz (gsw. Muttez) – gmina (niem. Einwohnergemeinde) w północnej Szwajcarii, w kantonie Bazylea-Okręg, w okręgu Arlesheim. 31 grudnia 2020 roku liczyła 17 938 mieszkańców. Ośrodek przemysłowy z ponad 14  000 miejscami pracy, leży na wysokości 291 m n.p.m. Muttenz leży na wschód od Bazylei, między Renem na północy i Wyżyną Gempen z górą Wartenberg na południu. Dzieli wielki teren przemysłowy Schweizerhalle z gminami Birsfelden i Pratteln. Ponadto znajduje się tu stacja rozrządowa Basel-Muttenz, jedna z największych w Europie. Powierzchnia gminy wynosi 16,65 km², z czego 41% to lasy, 41% tereny mieszkalne, 16% tereny rolnicze, a 2% stanowią nieużytki.